# Élections cantonales françaises de 1985
Les élections cantonales se sont déroulées en France les 10 et 17 mars 1985.
Les cantons concernés appartiennent à la série de 1979, auxquels s'ajoutent 139 nouveaux cantons.

## Résultats

### Analyse
Le taux d'abstention est relativement faible (record pour des cantonales sous la Ve République), avec 33,30 % au premier tour.
L'opposition de droite (RPR et UDF) gagne 381 sièges en plus, ce qui lui permet de conquérir dix nouvelles présidences de conseils généraux. Le rapport de forces s'établit après ces élections à 69 départements pour la droite sur 95.
Elle se rapproche de la majorité absolue en voix (49,07 %)
C'est aussi la première élection française qui voit l'émergence du FN, qui s'il culmine nationalement à 8,69 %, est beaucoup plus fort dans le sud-est (autour de 20 %).
L'extrême-droite fait donc un bond, passant de 25 000 voix (0,20 %) en 1982, à 1 000 000 de voix.
L'échec des présidents sortants socialistes Louis Mermaz dans l'Isère et André Laignel dans l'Indre sont les exemples les plus marquants du nouveau recul de la gauche, qui perd au total 244 sièges (un quart de ses sièges de 1979).
La gauche perd aussi la Charente-Maritime, la Corrèze, la Corse-du-Sud, l'Eure-et-Loir, la Gironde, l'Oise, le Var. 
En revanche, la gauche remporte la Guadeloupe et la Guyane. 
Elle conserve aussi la présidence des Alpes-de-Haute-Provence grâce à la division de la droite.

### Résultats nationaux
| Partis politique ou coalition | Partis politique ou coalition | Premier tour | Premier tour | Premier tour | Second tour | Second tour | Second tour | Sièges | Sièges |
| Partis politique ou coalition | Partis politique ou coalition | Voix         | %            | Sièges       | Voix        | %           | Sièges      | Nb.    | +/-    |
| ----------------------------- | ----------------------------- | ------------ | ------------ | ------------ | ----------- | ----------- | ----------- | ------ | ------ |
|                               | Parti socialiste              | 2 854 519    | 24,85        | –            | 2 436 351   | 31,22       | –           | 424    | -155   |
|                               | Parti communiste              | 1 437 238    | 12,51        | –            | 882 735     | 11,31       | –           | 149    | -80    |
|                               | MRG                           | 173 348      | 1,50         | –            | 139 979     | 1,79        | –           | 57     | -13    |
|                               | Divers gauche                 | 202 369      | 1,72         | –            | 139 266     | 1,78        | –           | 59     | +4     |
|                               | Gauche parlementaire          | 4 667 474    | 40,64        | –            | 3 598 331   | 46,11       | –           | 689    | -244   |
|                               |                               |              |              |              |             |             |             |        |        |
|                               | UDF                           | 2 078 627    | 18,09        | –            | 1 387 129   | 17,77       | –           | 525    | +103   |
|                               | RPR                           | 1 904 805    | 16,58        | –            | 1 650 834   | 21,15       | –           | 400    | +155   |
|                               | Divers droite                 | 1 652 612    | 14,38        | –            | 1 017 846   | 13,04       | –           | 425    | +124   |
|                               | Droite parlementaire          | 5 636 044    | 49,07        | –            | 4 055 809   | 51,97       | –           | 1 350  | +381   |
|                               |                               |              |              |              |             |             |             |        |        |
|                               | Extrême gauche                | 74 019       | 0,64         | –            | 5 020       | 0,06        | –           | 1      | -1     |
|                               | Écologistes                   | 91 581       | 0,79         | –            | 2 605       | 0,03        | –           | 2      | +2     |
|                               | Extrême droite dont FN        | 1 016 288    | 8,84         | –            | 142 144     | 1,82        | –           | 2      | +1     |
|                               |                               |              |              |              |             |             |             |        |        |
| Inscrits                      | Inscrits                      | 17 822 317   | 100,00       |              | 12 365 502  | 100,00      |             |        |        |
| Abstentions                   | Abstentions                   | 5 933 845    | 33,30        | 4 174 730    | 33,76       |             |             |        |        |
| Votants                       | Votants                       | 11 888 472   | 66,70        | 8 190 772    | 66,24       |             |             |        |        |
| Blancs et nuls                | Blancs et nuls                | 403 006      | 2,26         | 386 863      | 4,72        |             |             |        |        |
| Exprimés                      | Exprimés                      | 11 485 466   | 97,74        | 7 803 909    | 95,28       |             |             |        |        |